# Voivodia de Malbork
A voivodia de Malbork (polonês: Województwo malborskie) foi uma unidade de divisão administrativa e governo local do Reino da Polônia de 1454/1466 até as partições em 1772-1795. Juntamente com a voivodia da Pomerânia e a voivodia de Chelmno formou a província histórica da Prússia Real.
Sede do governo da voivodia (wojewoda):
- Malbork

Voivodas:
- Samuel Konarski (1629-1641)
- Mikołaj Wejher (1641-1643)
- Jakub Wejher (1643-1657)

Conselho regional (sejmik generalny):
- Sztum

A voivodia era dividida em quatro powiaty (condados ou divisões administrativas):
- Condado de Sztum, (powiat sztumski),   Sztum
- Condado de Kiszpork, (powiat kiszporski /dzierzgoński),   Kiszpork (Dzierzgoń)
- Condado de Elbląg, (powiat elbląski),   Elbląg
- Condado de Malbork, (powiat malborski),   Malbork